# USS Phelps (DD-360)
USS Phelps (DD-360) là một tàu khu trục lớp Porter được Hải quân Hoa Kỳ chế tạo vào giữa những năm 1930. Nó là chiếc tàu chiến duy nhất của Hải quân Hoa Kỳ được đặt tên theo Chuẩn đô đốc Thomas Stowell Phelps (1822-1901), người tham gia cuộc Nội chiến Hoa Kỳ. Phelps đã phục vụ trong Chiến tranh Thế giới thứ hai cho đến khi xung đột kết thúc, được cho ngừng hoạt động năm 1945 và bị bán để tháo dỡ năm 1947.

## Thiết kế và chế tạo
Phelps được đặt lườn vào ngày 2 tháng 1 năm 1934 tại xưởng tàu của hãng Bethlehem Shipbuilding Corporation ở Quincy, Massachusetts. Nó được hạ thủy vào ngày 18 tháng 7 năm 1935, được đỡ đầu bởi bà Richard A. Kearny; và được cho nhập biên chế vào ngày 26 tháng 2 năm 1936 dưới quyền chỉ huy của Hạm trưởng, Trung tá Hải quân Albert H. Rooks.

## Lịch sử hoạt động

### Trước chiến tranh
Vào tháng 11 năm 1936, Phelps đã cùng với chiếc Chester hộ tống cho tàu tuần dương hạng nặng Indianapolis đưa Tổng thống Franklin D. Roosevelt đi Buenos Aires, Argentina tham dự Hội nghị Hòa bình Liên Mỹ 1936. Chuyến đi cũng bao gồm các cuộc viếng thăm thiện chí đến Montevideo, Uruguay và Rio de Janeiro, Brazil.

### Thế Chiến II
Trong cuộc tấn công bất ngờ mà Hải quân Nhật nhắm vào Trân Châu Cảng, Phelps đã bắn rơi một máy bay đối phương. Sau đó trong tháng 2 và tháng 3 năm 1942, nó phục vụ hộ tống cho các tàu chiến thuộc Lực lượng Đặc nhiệm 11, bao gồm tàu sân bay Lexington (CV-2) trong cuộc không kích lên vịnh Huon ngoài khơi Lae và lên Salamaua, New Guinea ngang qua dãy núi Owen Stanley từ vịnh Papua vào ngày 10 tháng 3 năm 1942. Trong Trận chiến biển Coral bắt đầu từ ngày 8 tháng 5, khi các tàu sân bay Lexington và Yorktown (CV-10) được cho tách ra để né tránh cuộc tốn công của Nhật Bản, Phelps đã ở lại để bảo vệ cho Yorktown, và đã thoát được mà không bị hư hại. Tuy nhiên khi Lexington bị hư hại nặng, chiếc tàu khu trục đã giúp vào việc tránh cho chiếc tàu sân bay bị đối phương chiếm bằng phát ân huệ, kết liễu Lexington với hai quả ngư lôi.
Vào tháng 6 năm 1942, Phelps bảo vệ các tàu sân bay Hoa Kỳ vốn đã giáng một đòn nặng vào Hải quân Nhật Bản trong Trận Midway; và sang tháng 8 năm 1942 bảo vệ cho lực lượng tấn công lên Guadalcanal. Sau một chuyến viếng thăm vùng bờ Tây vào tháng 10, nó tham gia các cuộc đổ bộ lên Attu, Alaska, vào tháng 5 năm 1943. Sau khi bắn phá Kiska, Alaska, chiếc tàu khu trục đã bắn pháo hỗ trợ cho cuộc đổ bộ lên đảo san hô Makin vào tháng 11 năm 1943. Trong Chiến dịch quần đảo Marshall vào tháng 2 năm 1944, nó tham gia bắn phá Kwajalein và Eniwetok. Đến tháng 3, nó bảo vệ cho các tàu chở dầu cho một đợt tấn công lên quần đảo Palau. Vào tháng 6, nó bắn phá Saipan để bảo vệ lực lượng Hoa Kỳ đã đổ bộ lên đây vào ngày 15 tháng 6.
Sau khi hoàn thành nhiệm vụ tại Saipan, Phelps lên đường băng qua kênh đào Panama để đi Charleston, South Carolina, nơi nó được năng cấp vũ khí, đến nơi vào ngày 2 tháng 8. Khởi hành từ Norfolk, Virginia vào tháng 11, chiếc tàu khu trục hộ tống một đoàn tàu vận tải đi Mers-el-Kebir, Algérie; và sau ba chuyến hộ tống vận tải khác đến khu vực Địa Trung Hải trong năm 1945, nó quay về New York, New York vào ngày 10 tháng 6.
Phelps được cho xuất biên chế vào ngày 6 tháng 11 năm 1945. Tên nó được cho rút khỏi danh sách Đăng bạ Hải quân vào ngày 28 tháng 1 năm 1947, và bị bán cho hãng Northern Metals Co. ở Philadelphia, Pennsylvania để tháo dỡ không lâu sau đó.

## Phần thưởng
Phelps được tặng thưởng mười hai Ngôi sao Chiến trận do thành tích phục vụ trong  Chiến tranh Thế giới thứ hai.